# Latarjet
L'intervento di latarjet è una tecnica chirurgica utilizzata per porre rimedio all'instabilità dell'articolazione gleno-omerale, vale a dire a quella patologia caratterizzata da lussazioni o sublussazioni della spalla.

## Descrizione
Il metodo prevede la realizzazione di uno "scudo muscolare" davanti alla spalla interessata, realizzato rimuovendo una porzione d'osso su cui si innestano alcuni muscoli e ricollocandola a ridosso del fascio muscolare da stabilizzare.
L'intervento chirurgico rientra nelle tecniche di chirurgia tradizionale ovvero quelle che richiedono la classica incisione con il bisturi (per una lunghezza di dieci, dodici centimetri), invece che con i moderni sistemi di artroscopia (in cui è prevista la reinserzione del cercine glenoideo ed è un metodo particolarmente utilizzato per risolvere un'instabilità da SLAP lesion).
A seguito dell'intervento, che comporta una degenza di due notti, è necessario indossare un tutore per circa quattro settimane e poi sottoporsi ad un trattamento di fisioterapia per altri due mesi.
La maggior parte degli sportivi operati con questa tecnica riferisce un livello di ripresa della funzionalità articolare più che soddisfacente.
Durante questo intervento può essere accidentalmente danneggiato il nervo muscolocutaneo, provocando una perdita di sensibilità nella regione laterale dell'avambraccio.